# Пикте де ла Рив, Франсуа Жюль
Франсуа Жюль Пикте де ла Рив (фр. François Jules Pictet de la Rive; 27 сентября 1809, Женева, Швейцария — 15 марта 1874, там же) — швейцарский энтомолог, зоолог и палеонтолог.

## Биография
Франсуа Пикте родился в Женеве. Окончил Женевский университет в 1829 году и в течение короткого времени продолжил учебу в Париже, где под влиянием Жоржа Кювье, Анри де Бленвиля и других работал в области естествознания и сравнительной анатомии. По возвращении в Женеву в 1830 году помогал Огюстену Декандолю в сравнительной анатомии. Через 5 лет, когда Декандоль ушёл на пенсию, стал профессором зоологии и сравнительной анатомии.
С 1846 года занимался определенными областями зоологии, включая геологию и палеонтологию и продолжал преподавать до 1859 года. После этого перешёл в Музей естественной истории Женевы, чтобы посвятить себя специальной палеонтологической работе. Пикте был ректором Университета с 1847 по 1850 год, а затем вновь в 1866—1868 годах. В течение многих лет был членом Большого совета парламента кантона Женева и его президентом в 1863 и 1864 годах.
Ранние работы были связаны главным образом с энтомологией и включали в себя Recherches pour servir à l’histoire et à l’anatomie des Phryganides (1834) и две части Histoire naturelle, générale et particulière, des insectes névroptères (1842—1845).
Позже Пикте занимался исследованием окаменелостей, найденных в Швейцарии, в особенности в меловых и юрских слоях. В 1854 году начал публикацию своей наиболее важной работы, Matériaux pour la paléontologie suisse, ou Recueil de monographies sur les fossiles du Jura et des Alpes, которая представляла собой серию томов, шесть из которых были опубликованы (1854—1873).
Умер в Женеве в 1872 году.
В его честь назван вид малагасийской змеи Elapotinus picteti.

## Публикации
- Recherches pour servir à l’histoire et à l’anatomie des Phryganides (A. Cherbuliez, Genève, 1834).
- l’Histoire naturelle, générale et particulière, des insectes névroptères (J. Kessmann, Genève, 1841).
- Traité élémentaire de paléontologie (4 volumes, 1844—1846).
- Matériaux pour la paléontologie suisse, ou Recueil de monographies sur les fossiles du Jura et des Alpes, (1854—1873).
- Description des mollusques fossiles qui se trouvent dans les grès verts des environs de Genève (imprimerie de J. G. Fick, Genève, 1847—1853).
- Traité de paléontologie, ou Histoire naturelle des animaux fossiles considérés dans leurs rapports zoologiques et géologiques (quatre volumes, J.-B. Baillière, Paris, 1853—1857).
- Nouvelles recherches sur les poissons fossiles du Mont Liban (Georg, Genève, 1866).
- Description des fossiles du terrain crétacé des environs de Sainte-Croix, Genève, Georg, 1867.